# Republica Huțulă
Republica Huțulă a fost un stat efemer care a existat în 1919 în perioada dezmembrării Imperiului Austro-Ungar. Republica a fost proclamată la 8 ianuarie 1919, după eșuarea tratativelor de a reuni zona Ucrainei Transcarpatice cu Republica Ucrainei Occidentale.
Teritoriul Republicii Huțule cuprindea zona Ucrainei Transcarpatice (care făcea parte din partea ungară a imperiului), dar revendica și Pocuția și anumite părți din Ducatul Bucovinei (care făcea parte din partea austriacă a imperiului). Deși la 28 noiembrie 1918 Consiliul Național al Bucovinei votase în majoritate Unirea Bucovinei cu România, această decizie a fost contestată de minoritatea ucraineană din unele localități cu populație huțulă, printre care Izvoarele Sucevei, care au revendicat alipirea lor la Republica Huțulă. Capitala republicii a fost stabilită în orașul Frasin (Iasinia).
Stepan Klociurak a fost ales prim-ministru al Republicii Huțule. El a fost activ și în organizarea forțelor armate ale republicii care cuprindeau aproape 1.000 de soldați.
Republica Huțulă a fost desființată când trupele române au ocupat zona Ucrainei Transcarpatice pe 11 iunie 1919, dar în iulie 1919, cu aprobarea puterilor Antantei, Cehoslovacia își asigură suveranitatea asupra Ucrainei Transcarpatice, în timp ce România își asigura suveranitatea asupra întregii Bucovine, iar Polonia asupra Pocuției.

## O repetare a istoriei: Republica Carpato-Ucraineană din 1939

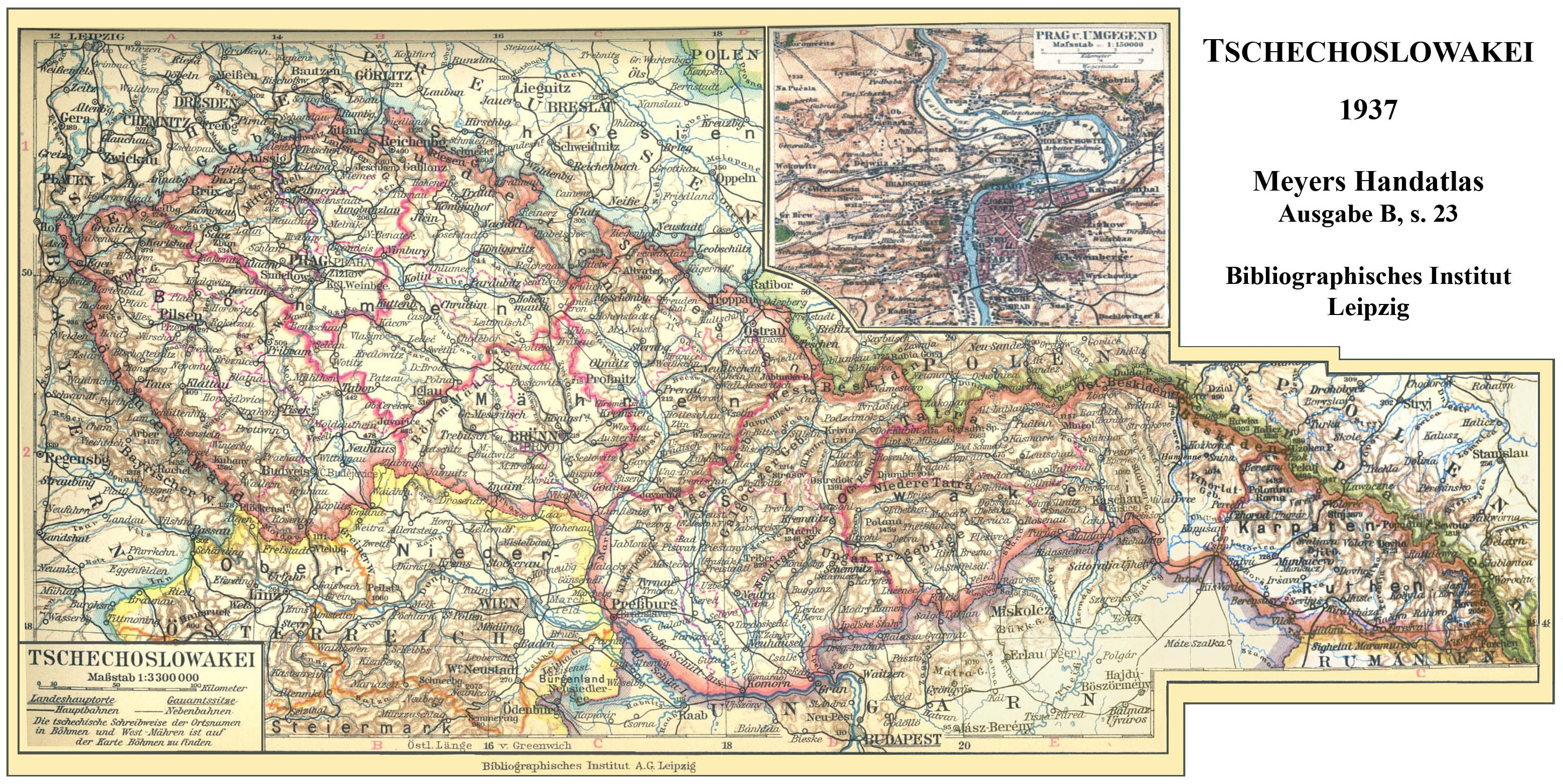
Cehoslovacia de la 1919 până în 1939, cu Transcarpatia în extremitatea orientală.

În martie 1939, la dezmembrarea Cehoslovaciei, istoria s-a repetat: un stat ucrainean, Ucraina Carpatică (Karpatska Ukraina), a fost din nou proclamată, în Rutenia, dar a fost invadată în douăzeci și patru de ore de Ungaria amiralului Horthy. În 1945, regiunea a fost anexată de URSS și atașată Republicii Sovietice Socialiste Ucrainene.